# Condado de la Almina

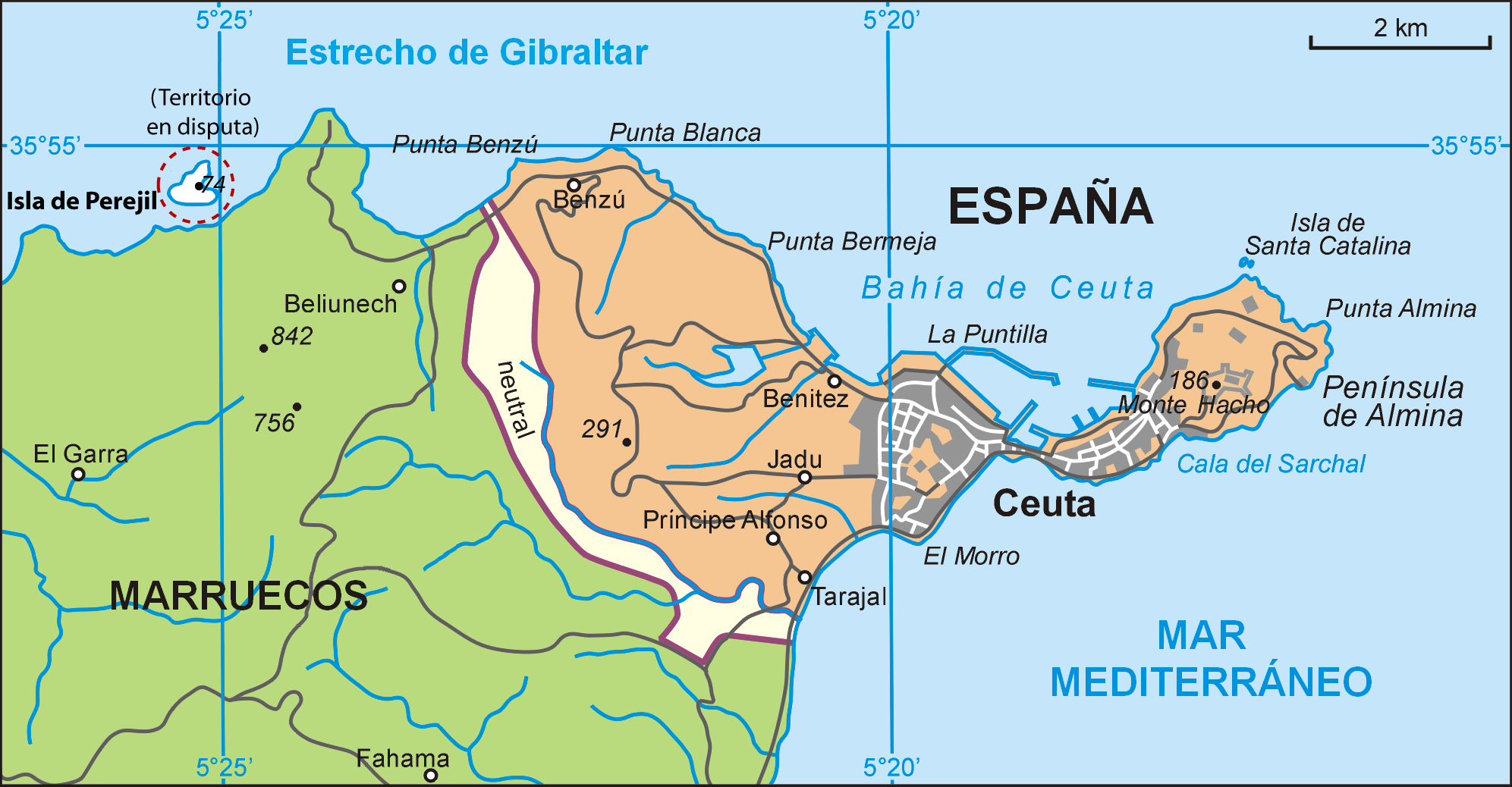
Península de Almina, en Ceuta (España).

El condado de la Almina es un título nobiliario español creado por la reina Isabel II de España el 17 de julio de 1860 a favor del general Antonio José Teodoro Ros de Olano y Perpiñá, en recuerdo de la acción bélica que el general llevó a cabo en el puerto de Ceuta contra las tropas marroquíes. 

## Denominación
Su nombre hace referencia a la península de Almina, del árabe Al-Mina, que significa "el puerto". Asimismo le otorgó el marquesado de Guad-el-Jelú el 8 de octubre de ese mismo año y el vizcondado de Ros el mismo día 17 de julio; el primero por la batalla junto al río Guad-el-Jelú, cerca de Ceuta, que en árabe significa "río dulce", hoy conocido por río Martín, y el segundo en alusión a su apellido.

## Condes de la Almina
|                        | Titular                                     | Periodo                |
| Creación por Isabel II | Creación por Isabel II                      | Creación por Isabel II |
| ---------------------- | ------------------------------------------- | ---------------------- |
| I                      | Antonio José Teodoro Ros de Olano y Perpiñá | 1860-1886              |
| II                     | María Antonia Ros de Olano y Quintana       | 1886-1915              |
| III                    | María Victoria Sangro y Ros de Olano        | 1915-1940              |
| IV                     | Carlos Taboada y Sangro                     | 1940-1971              |
| V                      | Carlos Alfonso Taboada y Sangro             | 1971-1992              |
| VI                     | Carlos Taboada y Fernández de Navarrete     | 1992-2014              |
| VII                    | Carlos Taboada y Rivas                      | 2015-actual titular    |